# Germaine Berton
Germaine Berton (7 de junho de 1902, Puteaux – 6 de julho de 1942, Paris) foi um anarquista e sindicalista francesa. Ela é conhecida pelo assassinato de Marius Plateau, editor do jornal Action Française e membro da organização monarquista Camelots du Roi, em janeiro de 1923. Apesar de confessar, Berton foi absolvida a 24 de dezembro.

## Surrealismo
Em 1923, Louis Aragon escreveu um artigo apoiando-a. Mas Berton, ou a ideia de Berton, tornou-se mais famosa como musa para muitos surrealistas. André Breton acreditava que ela era a primeira anti-heroína surrealista e a encarnação do amor e da revolução.
A sua foto foi publicada na revista surrealista La Révolution surréaliste em dezembro de 1924 e é cercada por vários surrealistas masculinos, incluindo Louis Aragon e André Breton, e outras figuras inspiradoras (Sigmund Freud, Pablo Picasso ). A citação na parte inferior vem de Charles Baudelaire e diz: "A mulher é o ser que lança a maior sombra ou a maior luz nos nossos sonhos".